# Gaia
Gaia (изначально от Global Astrometric Interferometer for Astrophysics; в русской транскрипции Гайя или Гея) — космический телескоп оптического диапазона Европейского космического агентства (ЕКА), преемник проекта «Hipparcos». Главная задача телескопа — составить подробную карту распределения звёзд нашей Галактики.
Он был выведен на орбиту ИСЗ 19 декабря 2013 года. Менее чем через месяц после запуска он достиг гало-орбиты, расположенной в 1,5 млн км от Земли, около точки Лагранжа L2 системы Земля—Солнце. Разработка миссии Gaia заняла 13 лет и обошлась в 740 млн евро.
Данные Gaia позволили составить трёхмерную карту части нашей Галактики с указанием данных почти двух миллиардов звёзд: координат, параллаксов, направления движения, лучевой скорости и яркости. Для большой доли звёзд указана также информация о кратности, фотометрической изменчивости и астрофизических параметрах. За весь срок работы аппарата каждый запланированный объект мог наблюдаться около 140 раз. Многократные измерения положения звёзд позволили получить данные об их собственном движении.
Помимо этого, ожидалось, что телескоп сможет открыть около 10 тыс. экзопланет, а также астероиды и кометы в Солнечной системе.
За время работы аппарат произвёл более трёх триллионов наблюдений. 15 января 2025 года было объявлено, что аппарат завершил сбор научных данных. С 2026 года планируется выгрузка данных, которые лягут в основу будущих версий каталога. Выход каталога DR4 ожидается также в 2026 году, а полный каталог DR5 — к концу десятилетия.

## Задачи
Важнейшая научная задача экспедиции Gaia заключается в том, чтобы при помощи обследования звёзд прояснить возникновение и развитие нашей Галактики. Собранные Gaia данные позволят астрономам лучше понять, как возникают звёзды и каким образом они насыщают материей пространство вокруг себя когда умирают. Прежде недостижимая точность измерений параллакса, а также собственной и радиальной скорости для одного миллиарда звёзд (это 0,5 % нашей Галактики) даст астрономам более чёткую картину развития и структуры Млечного Пути. Параллакс и собственное движение тел будут измеряться с помощью двух разнонаправленных телескопов, плоскость обзора которых перпендикулярна оси вращения. Радиальная скорость звёзд будет измеряться с помощью одного спектрометра, также установленного на Gaia.
Точность измерения параллакса и местоположения для ярких звёзд (до 15 m) будет выше 25 µas (миллионных долей угловой секунды), а для слабых звёзд (около 20 m) до 300 µas.
Вторая задача телескопа — открытие экзопланет. Количество возможных кандидатов оценивают в 10 тыс. тел, что в несколько раз больше, чем у телескопа «Кеплера».

## Конструкция

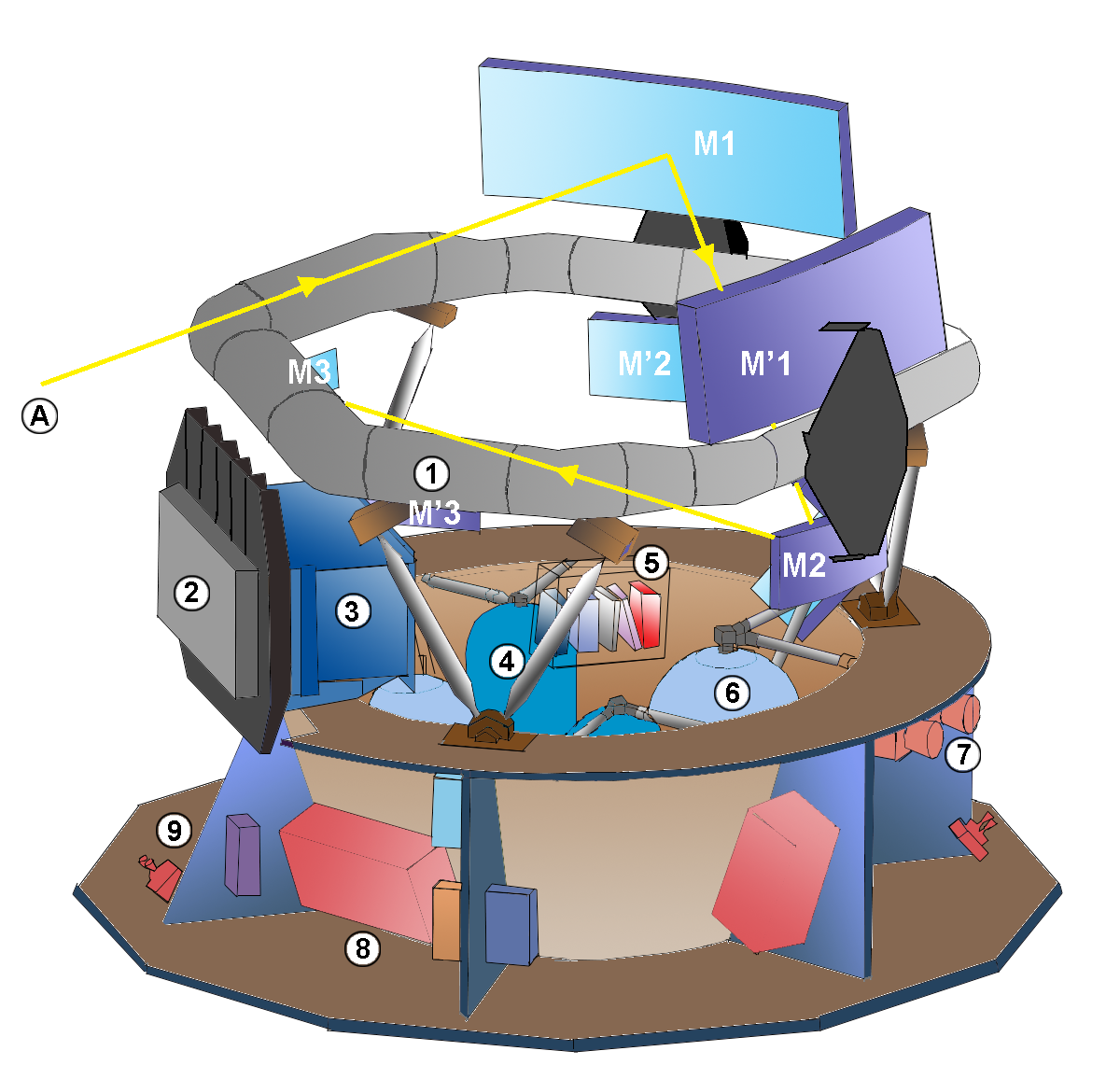
Схема устройства телескопа. М1,М2,М3 — зеркала первого телескопа, М’1,М’2,М’3 — зеркала второго телескопа, 1 — система крепления зеркал (карбид кремния), 2 — система охлаждения сенсоров, 3 — сборка в фокальной плоскости, 4 — баллон с азотом, 5 — дифракционные решётки для спектроскопа, 6 — бак топлива, 7 — звёздный датчик, 8 — электроника и батареи.

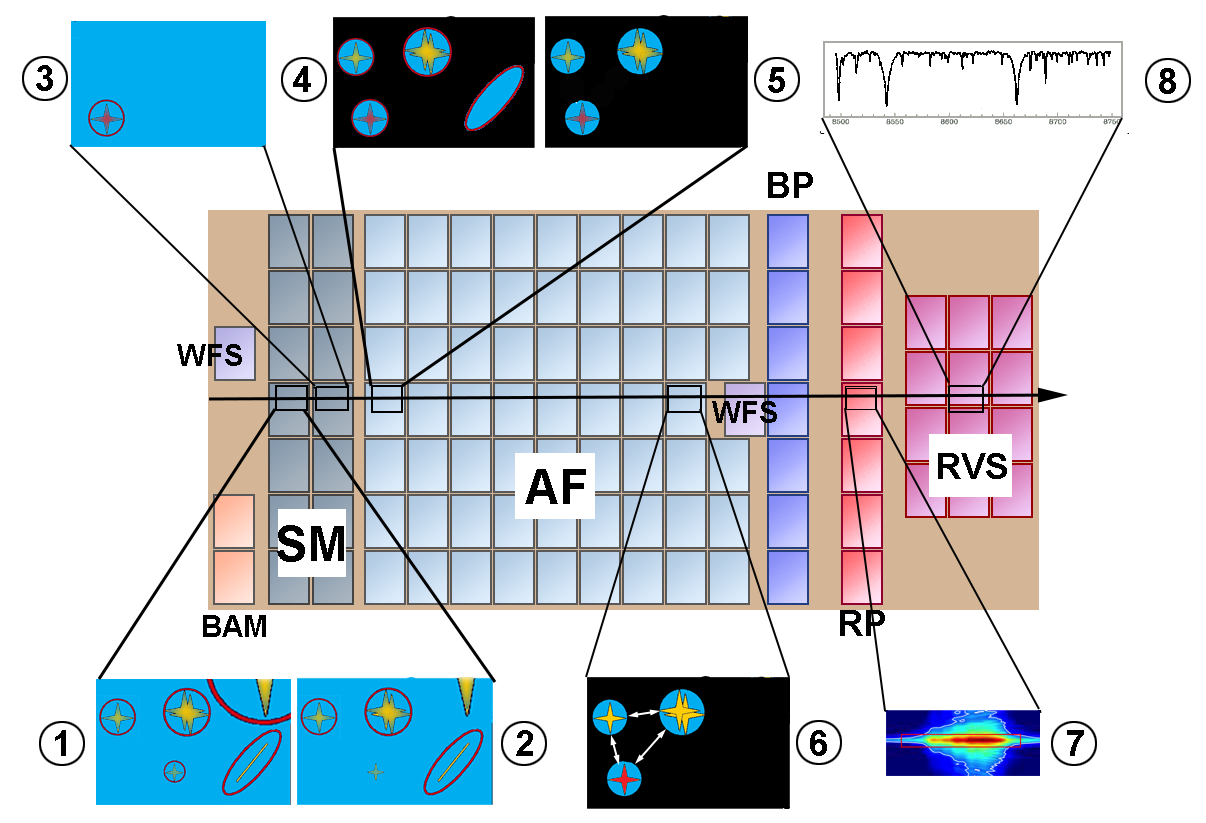
Схема сенсоров в фокальной плоскости

Аппарат имеет размеры 4,6 × 2,3 м. Для максимальной тепло- и светозащиты телескоп оснащён разворачивающимся экраном площадью 100 м².
Инструменты
Основным инструментом телескопа Gaia станет самый большой цифровой сенсор из когда-либо созданных для миссий в космосе, он состоит из 106 отдельных CCD-матриц размером 4,7 × 6 см каждая. Общее разрешение достигает 938 млн пикселов (у «Кеплера», лучшего из предшественников, этот показатель составлял 95 млн) при физическом размере сборки матриц 100 на 50 см.
Оптическая схема телескопа состоит из двух зеркальных телескопов с размером основных зеркал (M1, M’1) 1,46 на 0,51 метра. Всего в каждом телескопе 6 зеркал. При этом оба телескопа проецируют изображение в одну фокальную плоскость, а разделение изображений возложено на цифровую обработку. Для части фотосенсоров дополнительно используется набор дифракционных решёток.
Для осуществления сканирования телескоп комбинирует несколько видов вращений. За счёт вращения вокруг собственной оси телескопа осуществляется основное сканирование в ходе которого оба телескопа снимают кольцевой участок небосвода высотой 0,7 градуса. За счёт прецессии осуществляется медленный поворот этого кольцевого участка.
Из-за постоянного вращения усложняется связь с Землёй. Традиционно используемые параболические антенны потребовали бы механического привода, который бы значительно возмущал положение телескопа, снижая точность данных. Поэтому на торце аппарата установлена группа фазированных антенных решёток, которые используют электронное отклонение луча. Скорость передачи данных составляет несколько кб/с загрузки и выгрузки в S-диапазоне, 3—8 Мбит/с загрузки в X-диапазоне.

### Стоимость
ЕКА предполагает общую стоимость проекта, включающую стоимость аппарата, средств выведения и наземного контроля, равной приблизительно 577 млн евро.
Контракт на разработку и постройку самого телескопа, стоимостью 317 млн евро, получила европейская компания EADS Astrium.
Стоимость последующей научной обработки данных (будет разделена между странами участницами ЕКА) оценивается в €120 млн.

## Запуск
Запуск телескопа первоначально был намечен на 20 ноября 2013 года с космодрома Куру во французской Гвиане, посредством ракеты-носителя «Союз» в сочетании с разгонным блоком «Фрегат». Однако, из-за проблем с такими же, как на «Гайе», транспондерами на другом неназванном космическом аппарате, которые слишком быстро деградировали, было решено, что запуск состоится в окне между 17 декабря 2013 и 5 января 2014 года.
Запуск состоялся 19 декабря 2013 года в 09:12:18 UTC, в 09:54 UTC (13:54 мск) космический аппарат отделился от разгонного блока «Фрегат».
8 января 2014 года аппарат успешно достиг своей целевой орбиты вокруг точки L2. Параметры орбиты — 263 x 707 x 370 тыс. км, полный оборот по орбите около 180 дней.
В последующие четыре месяца аппарат продолжил тестирование и калибровку бортовых приборов.

## Орбита

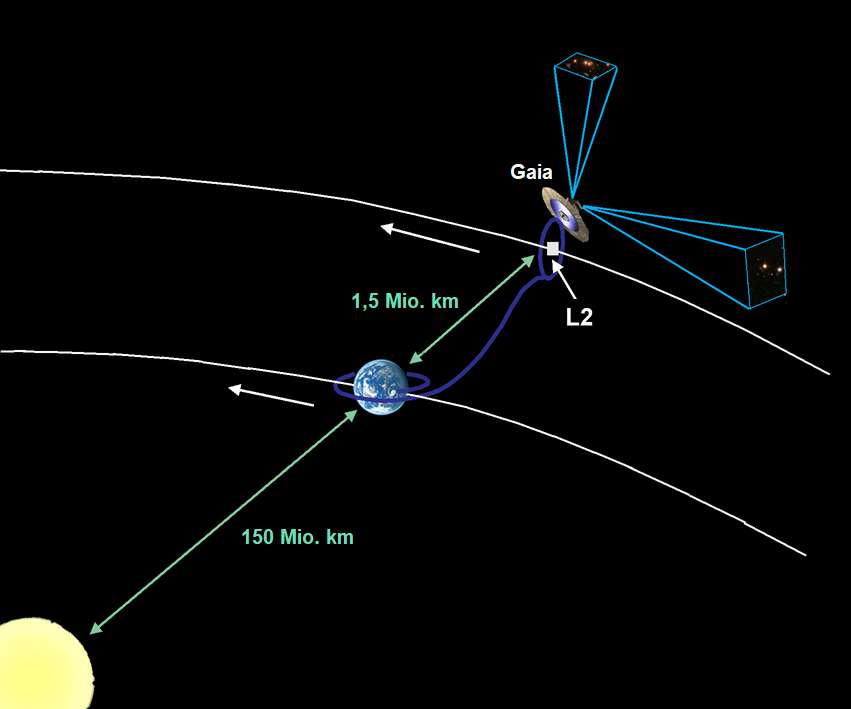
Траектория Gaia к точке Лагранжа и далее орбита Лиссажу вокруг L2.

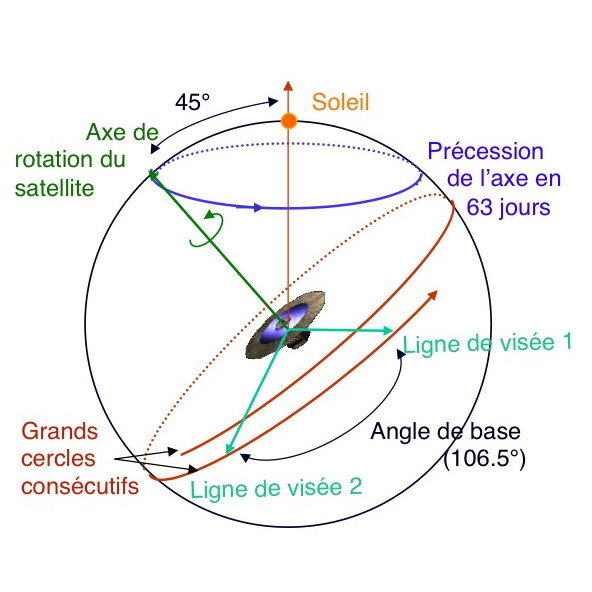
Приблизительная схема ориентации корабля по отношению к Солнцу. За счёт комбинации вращения вокруг собственной оси и прецессии, осуществляется сканирование.

После старта Gaia потребовалось три недели для того, чтобы достигнуть своей орбиты в окрестностях второй точки Лагранжа (L2), отдалённой от земли на 1,5 миллиона километров, что приблизительно в четыре раза больше, чем отдаление Луны от Земли. Период обращения по орбите Лиссажу будет составлять около 180 дней, расстояние до L2 — от 270 до 707 тысяч километров. На орбите вокруг этой точки гравитационного равновесия, приблизительно на неизменном удалении от Земли и Солнца, телескоп будет находиться в стабильных условиях, недоступных на околоземной орбите. За несколько лет работы аппарату почти не потребуется включений двигателя для коррекции собственной орбиты.

## Запланированная длительность миссии
Gaia рассчитан на пять лет эксплуатации. Орбита спутника рассчитана так, чтобы в течение примерно 6 лет не попадать в область тени или полутени от Земли, так как даже короткое затмение приведёт к потере энергоснабжения и значительному тепловому шоку.
За весь срок работы каждый запланированный объект будет наблюдаться около 70 раз. Многократные измерения положения звёзд позволят получить данные об их собственном движении.
На октябрь 2020 года миссия была продлена до конца 2022 года. В 2022 году было принято решение о продлении миссии до конца 2025 года.

## Научные результаты

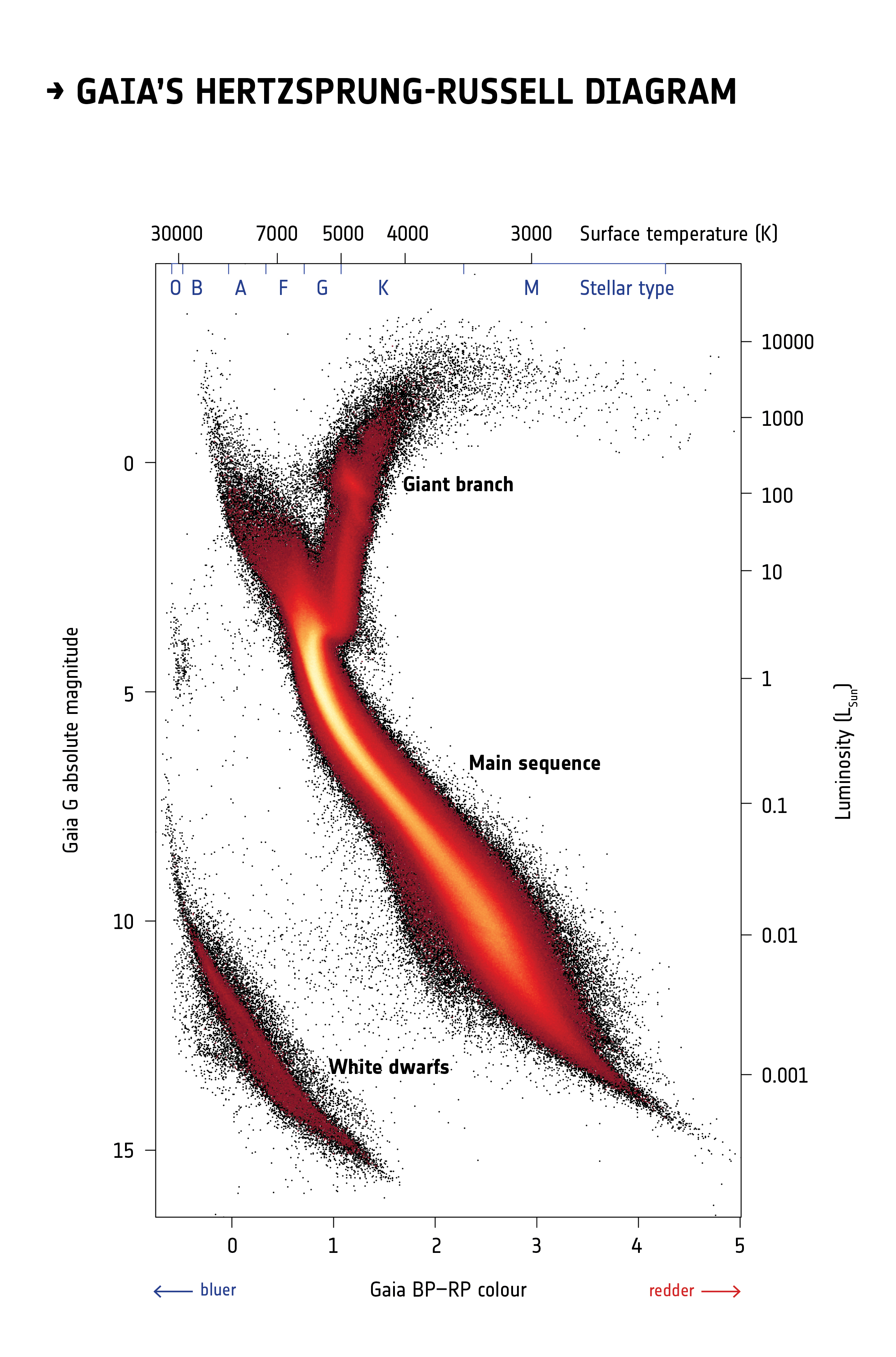
Диаграмма Герцшпрунга — Рассела по данным Gaia.

- В сентябре 2016 года научной командой GAIA опубликован первый набор данных (англ. Data Release 1, Gaia DR1[нем.])[25][26], составленный по результатам наблюдений за 14 месяцев с июля 2014 по сентябрь 2015 года. В данном наборе опубликованы позиции (с точностью около 10 mas) и яркость 1,1 миллиарда звёзд[27], а также рассчитаны подробные параметры для более чем 2 миллионов звёзд, общих для Gaia и каталога Tycho-2[англ.] (TGAS — Tycho-Gaia Astrometric Solution), с точностью позиций в 0,3 ± 0,3 mas и точностью определения собственного движения 1 mas в год. В составе набора DR1 также зафиксированы кривые блеска около 3 тыс. цефеид и звёзд типа RR Лиры[26]
- 25 апреля 2018 года Европейское космическое агентство на своём сайте[28] сообщило о создании самой детализированной в истории человечества трёхмерной карты нашей галактики, содержащей информацию о точном расположении и передвижении почти 1,7 млрд звёзд, а также о 14 тыс. астероидах Солнечной системы. Второй набор данных (англ. Data Release 2, Gaia DR2[нем.]) проходил в период с 25.07.2014 по 23.05.2016. Планируется, что Gaia будет передавать информацию на Землю до 2020 года для улучшения трёхмерной карты[29]
- 19 сентября 2018 года астрономы объявили об открытии подструктур в Млечном Пути, вызванных гравитационным возмущением, которое произошло 300—900 миллионов лет назад. Гравитационное возмущение произошло в результате столкновения Млечного Пути с галактикой в Стрельце[30]
- 20 сентября 2018 года была опубликована работа на основе данных телескопа Gaia, в которой объявлено об открытии звёзд, прибывших в Млечный Путь извне[31]
- В ноябре 2018 года был открыт новый спутник Млечного Пути — галактика Насос 2. По размеру она схожа с Большим Магеллановым Облаком, хотя в десять тысяч раз более тусклая. На момент открытия поверхностная яркость галактики Насос 2 являлась самой низкой среди всех известных галактик, также она примерно в 100 раз более рассеянная, чем так называемые ультрадиффузные галактики[32][33][34][35][36]
- К августу 2019 года учёные из Санкт-Петербургского государственного университета проанализировали информацию, полученную от европейского космического телескопа Gaia, и уточнили данные о движении и точном местоположении нескольких миллионов звёзд[37]
- В декабре 2019 года было обнаружено звёздное скопление Прайс-Уилан 1[англ.][38]. Возраст вновь открытого скопления составляет 117 млн лет и оно находится на окраине Млечного пути, вблизи Магелланового газового потока, соединяющего Млечный путь с Большим и Малым Магеллановыми Облаками. Учёные смогли уточнить расстояние до Магелланова потока, которое до сих пор было трудно оценить. Согласно этим новым данным, расстояние до края Магелланова потока составляет около 90 тыс. св. лет — что примерно вдвое меньше, по сравнению с предыдущими оценками[39]
- В январе 2020 года была обнаружена «волна Рэдклиффа» — мощный поток из газа и новорождённых звёзд[40][41]
- 3 декабря 2020 года был опубликован третий набор данных Gaia EDR3[нем.], ещё более детализирующий и дополняющий трёхмерную карту Млечного Пути, составленную по результатам наблюдений за 34 месяца с 25 июля 2014 года по 28 мая 2017 года[42]. Данный набор содержит информацию о точном расположении и передвижении 1,8 млрд звёзд[43].
- Около 40 карликовых галактик, обнаруженных с помощью космического телескопа Gaia в пределах 1,4 млн св. лет от Млечного Пути, движутся намного быстрее, чем другие галактики, такие как Гайя-Энцелад или карликовая эллиптическая галактика в Стрельце. Скорости этих галактик говорят о том, что они приблизились к Млечному Пути около 2 млрд лет назад[44]
- 13 июня 2022 года опубликован второй набор данных финальной версии третьего каталога (англ. Data Release 3, Gaia DR3[нем.])[45][46][47][48].
- Каталог ближайших звёзд Gaia (GCNS) является подкаталогом Gaia EDR3[нем.] и идентифицирует 331 312 объектов в пределах 100 парсеков или 326 световых лет от Солнца. Каталог GCNS удвоил количество объектов, ранее обнаруженных Hipparcos и наземными телескопами, в пределах 25 парсеков, и увеличил количество известных звёзд в пределах 100 парсеков в десять раз.

## Галерея

Изображения
По данным финальной версии третьего каталога (англ. Data Release 3, Gaia DR3[нем.]) четыре карты галактики Млечный Путь: лучевая скорость (сверху слева), собственное движение (внизу слева); межзвездная пыль (сверху справа); и металличность (внизу справа)[49].
Визуализация того, как Gaia сканировала небо в течение первых 14 месяцев своей работы, с июля 2014 года по сентябрь 2015 года. Спутник сканирует большие круги на небе, при этом каждое сканирование длится около 6 часов[50].
Иллюстрация формул Оорта, описывающих кривую, полученную при построении зависимости угловых скоростей от галактической долготы[51][52].
События микролинзирования[англ.] на карте галактики, наблюдаемые Gaia с 2014 по 2018 год[53][54]
Данные из третьего набора данных Gaia EDR3[нем.] показывают, как звезды вытягиваются из Малого Магелланова Облака и направляются к соседнему Большому Магелланову Облаку, образуя звездный мост в космосе.
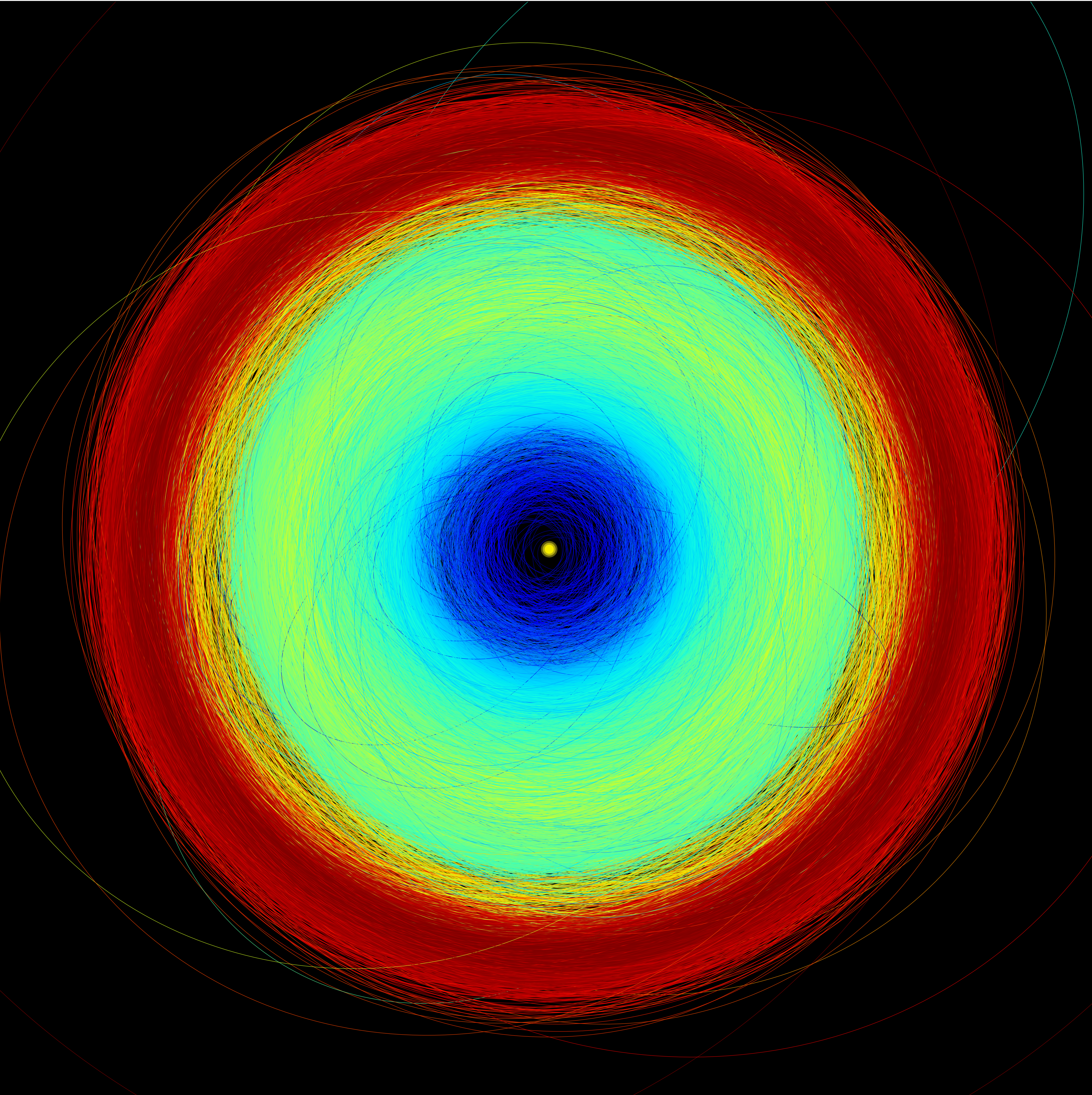
Орбиты более 150 000 астероидов по данным финальной версии третьего каталога (англ. Data Release 3, Gaia DR3[нем.]), от внутренних частей Солнечной системы до троянских астероидов на расстоянии Юпитера, с разными цветовыми кодами. Жёлтый круг в центре представляет Солнце. Синий представляет внутреннюю часть Солнечной системы, где находятся околоземные астероиды, пересекающие Марс и планеты земной группы. Главный пояс между Марсом и Юпитером окрашен в зелёный цвет. Трояны Юпитера красные.
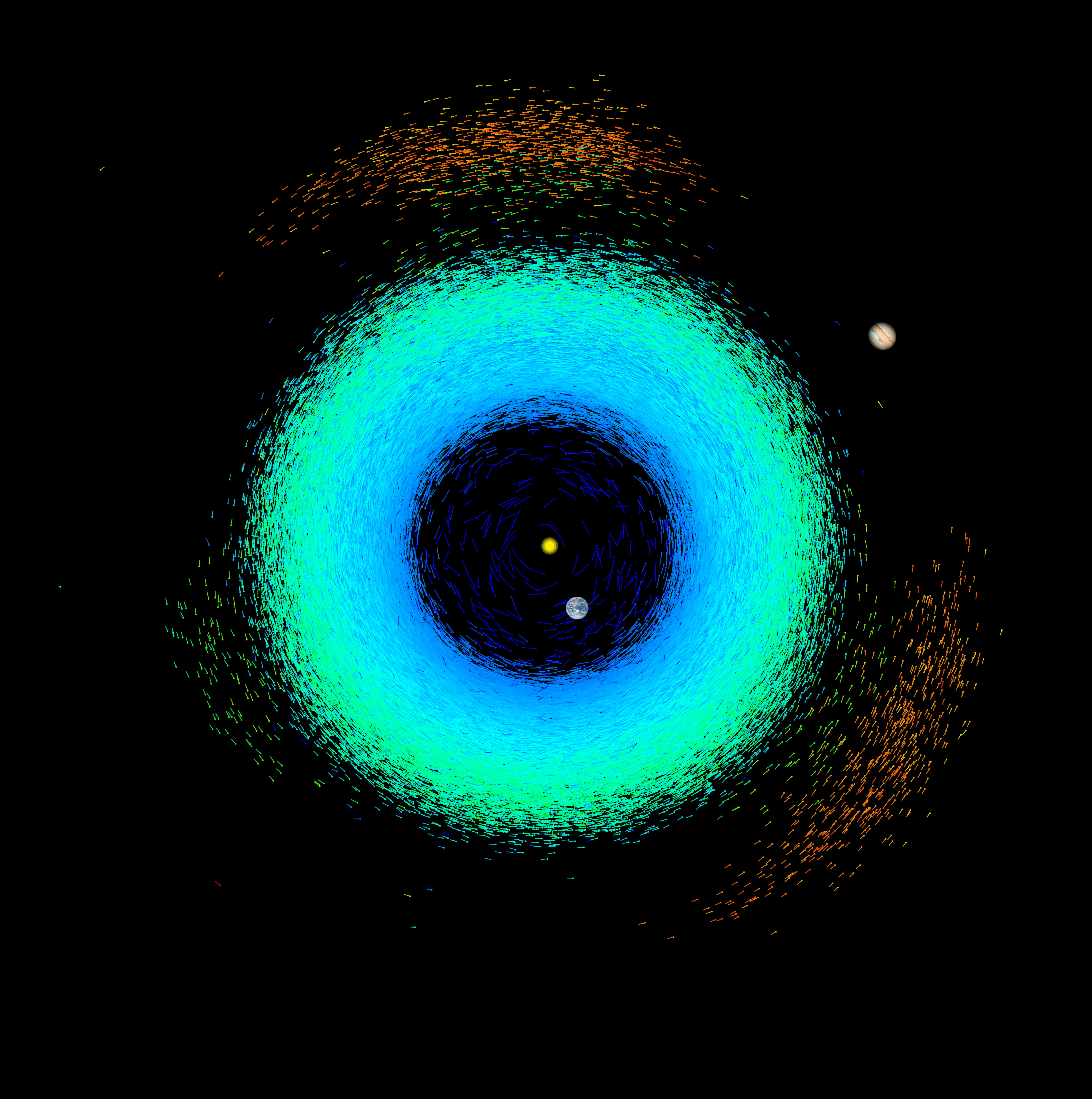
Нанесено положение каждого астероида на 13 июня 2022 года. Каждый астероид представляет собой сегмент, представляющий его движение за 10 дней. Внутренние тела движутся быстрее вокруг Солнца (жёлтый кружок в центре). Синий представляет внутреннюю часть Солнечной системы, где находятся околоземные астероиды, пересекающие Марс и планеты земной группы. Главный пояс между Марсом и Юпитером окрашен в зелёный цвет. Два оранжевых «облака» соответствуют троянским астероидам Юпитера.
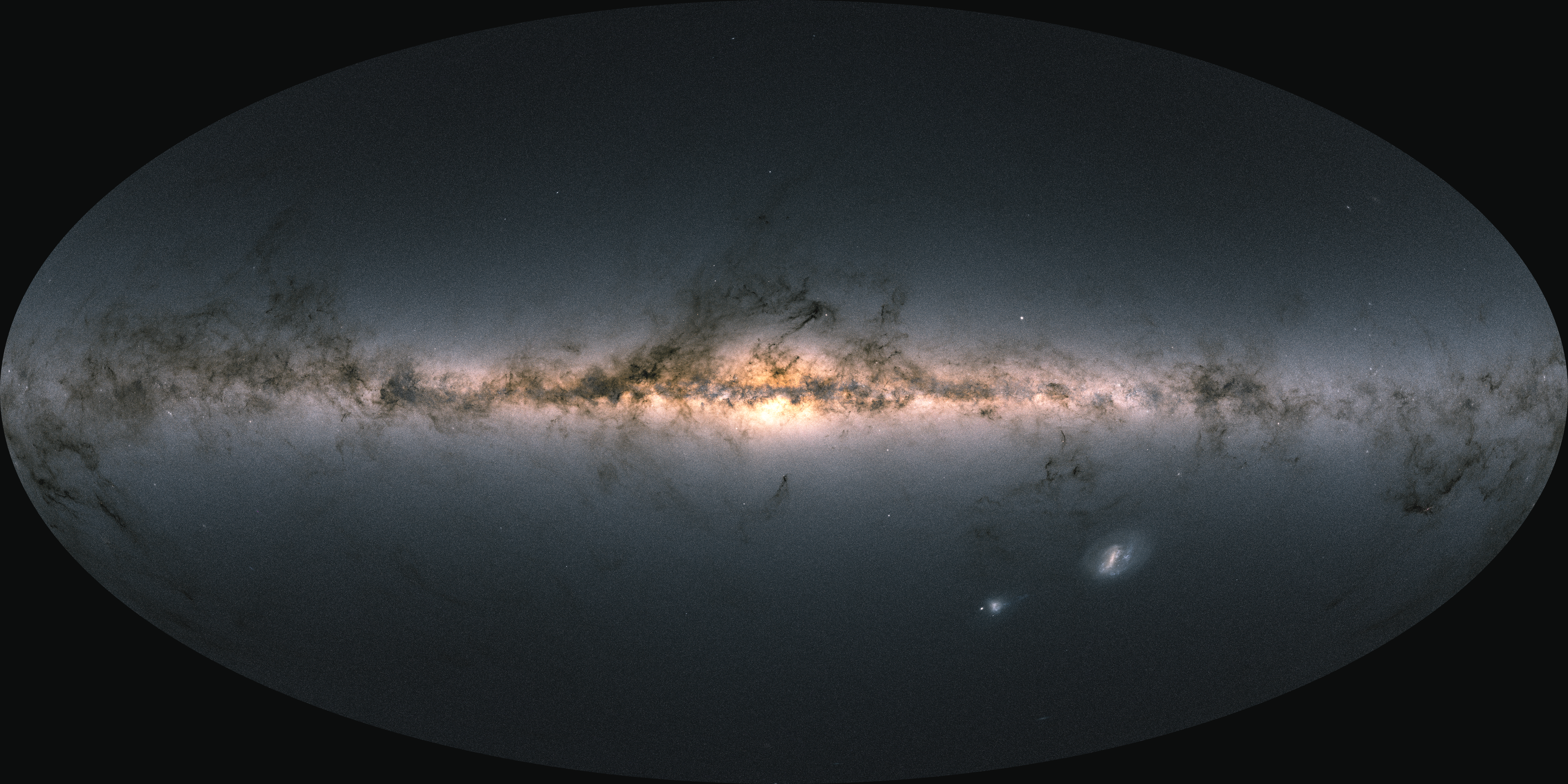
Карта плотности объектов от 3 декабря 2020 года по данным Gaia. Это не фотография, а карта, где каждая яркая точка — найденный объект. Справа под Млечным Путём находятся Магеллановы Облака. Объекты Солнечной системы в карту не включены.
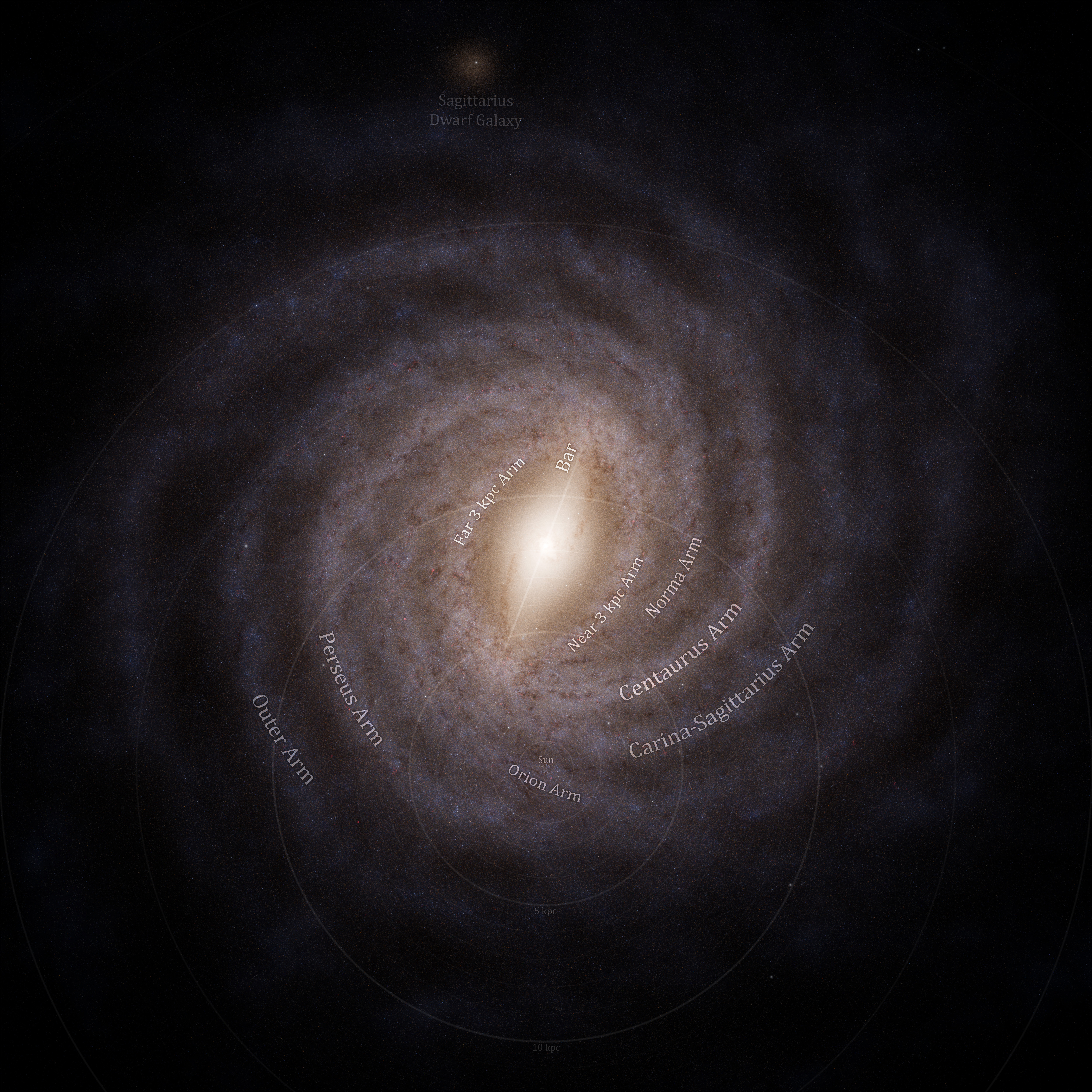
Млечный Путь в представлении художника, реконструированный с использованием данных Gaia.
Изображение, сделанное 7 февраля 2017 года, охватывает около 0,6 квадратных градусов рядом с центром Млечного Пути, что позволяет предположить, что в этой последовательности изображений запечатлено около 2,8 миллионов звёзд. Изображение представлено полосами, каждая из которых представляет собой ПЗС-матрицу неба[55].